# Stormont (parlament)

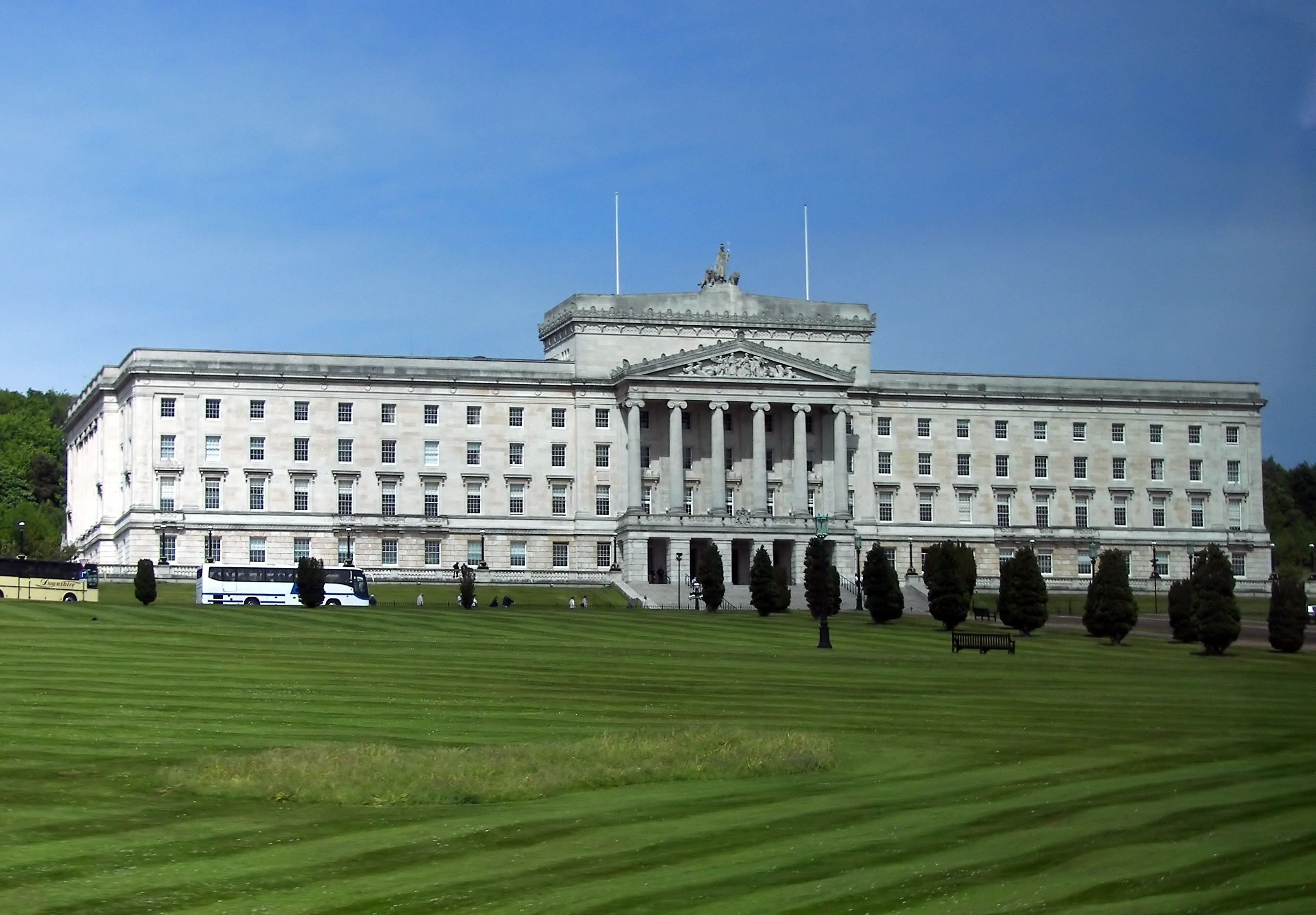
Stormont.

Parlamentsbyggnaderna i Nordirland kallas ofta för Stormont på grund av sitt läge i Stormont Estate i Belfast, är säte för Nordirlands folkvalda församling, den delegerade lagstiftande församlingen för regionen. Den specialbyggda byggnaden, ritad av Arnold Thornely och byggd av Stewart & Partners, invigdes av (senare kung Edward VIII) år 1932. Regeringen är belägen i Stormont Castle. I mars 1987 blev huvudbyggnaden för parlamentet en byggnad av Grad A-listad byggnad.